# Lijst van county's in Oregon
De Amerikaanse staat Oregon is onderverdeeld in 36 county's.

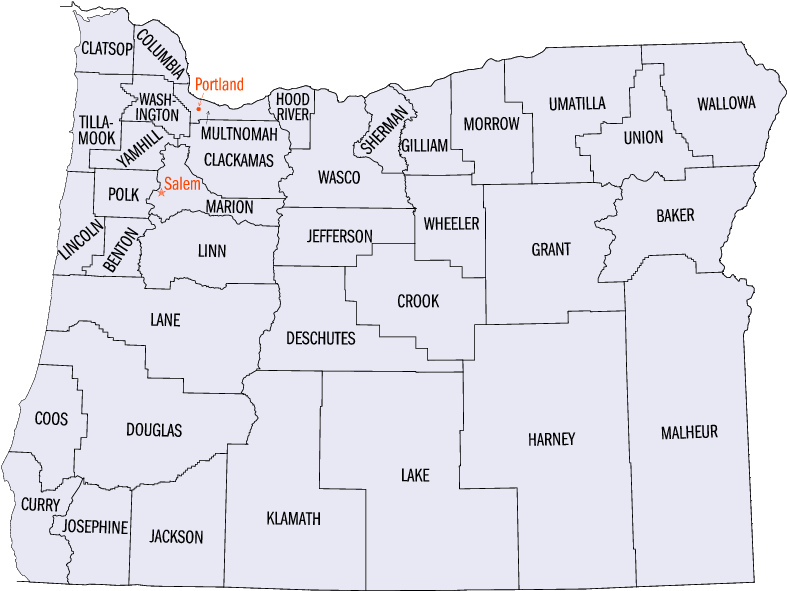
County's van Oregon

| County     | Inwoners 1 juli 2007 | Hoofdplaats   | Inwoners 1 juli 2007 |
| ---------- | -------------------- | ------------- | -------------------- |
| Baker      | 15.924               | Baker City    | 9408                 |
| Benton     | 81.428               | Corvallis     | 51.125               |
| Clackamas  | 376.251              | Oregon City   | 31.086               |
| Clatsop    | 37.364               | Astoria       | 9879                 |
| Columbia   | 48.996               | St. Helens    | 12.347               |
| Coos       | 63.505               | Coquille      | 4161                 |
| Crook      | 22.906               | Prineville    | 10.075               |
| Curry      | 21.767               | Gold Beach    | 1846                 |
| Deschutes  | 154.028              | Bend          | 74.563               |
| Douglas    | 104.119              | Roseburg      | 20.906               |
| Gilliam    | 1690                 | Condon        | 655                  |
| Grant      | 6904                 | Canyon City   | 558                  |
| Harney     | 6767                 | Burns         | 2684                 |
| Hood River | 21.296               | Hood River    | 6736                 |
| Jackson    | 199.295              | Medford       | 72.186               |
| Jefferson  | 20.687               | Madras        | 5424                 |
| Josephine  | 81.056               | Grants Pass   | 33.171               |
| Klamath    | 66.512               | Klamath Falls | 19.662               |
| Lake       | 7277                 | Lakeview      | 2345                 |
| Lane       | 343.591              | Eugene        | 149.004              |
| Lincoln    | 45.866               | Newport       | 9852                 |
| Linn       | 113.264              | Albany        | 47.239               |
| Malheur    | 31.135               | Vale          | 1901                 |
| Marion     | 311.449              | Salem         | 151.913              |
| Morrow     | 11.199               | Heppner       | 1371                 |
| Multnomah  | 701.986              | Portland      | 550.396              |
| Polk       | 75.265               | Dallas        | 15.478               |
| Sherman    | 1677                 | Moro          | 285                  |
| Tillamook  | 25.038               | Tillamook     | 4511                 |
| Umatilla   | 73.491               | Pendleton     | 16.477               |
| Union      | 24.753               | La Grande     | 12.527               |
| Wallowa    | 6759                 | Enterprise    | 1718                 |
| Wasco      | 23.762               | The Dalles    | 11.935               |
| Washington | 522.514              | Hillsboro     | 91.436               |
| Wheeler    | 1361                 | Fossil        | 396                  |
| Yamhill    | 96.573               | McMinnville   | 30.899               |

Alabama · Alaska · Arizona · Arkansas · Californië · Colorado · Connecticut · Delaware · Florida · Georgia · Hawaï · Idaho · Illinois · Indiana · Iowa · Kansas · Kentucky · Louisiana · Maine · Maryland · Massachusetts · Michigan · Minnesota · Mississippi · Missouri · Montana · Nebraska · Nevada · New Hampshire · New Jersey · New Mexico · New York · North Carolina · North Dakota · Ohio · Oklahoma · Oregon · Pennsylvania · Rhode Island · South Carolina · South Dakota · Tennessee · Texas · Utah · Vermont · Virginia · Washington · West Virginia · Wisconsin · Wyoming